# Ron Barrett (cầu thủ bóng đá)
Ronald Harold Barrett (sinh ngày 22 tháng 7 năm 1939) là một cựu cầu thủ bóng đá người Anh thi đấu ở vị trí tiền đạo.